# タマル (食品)

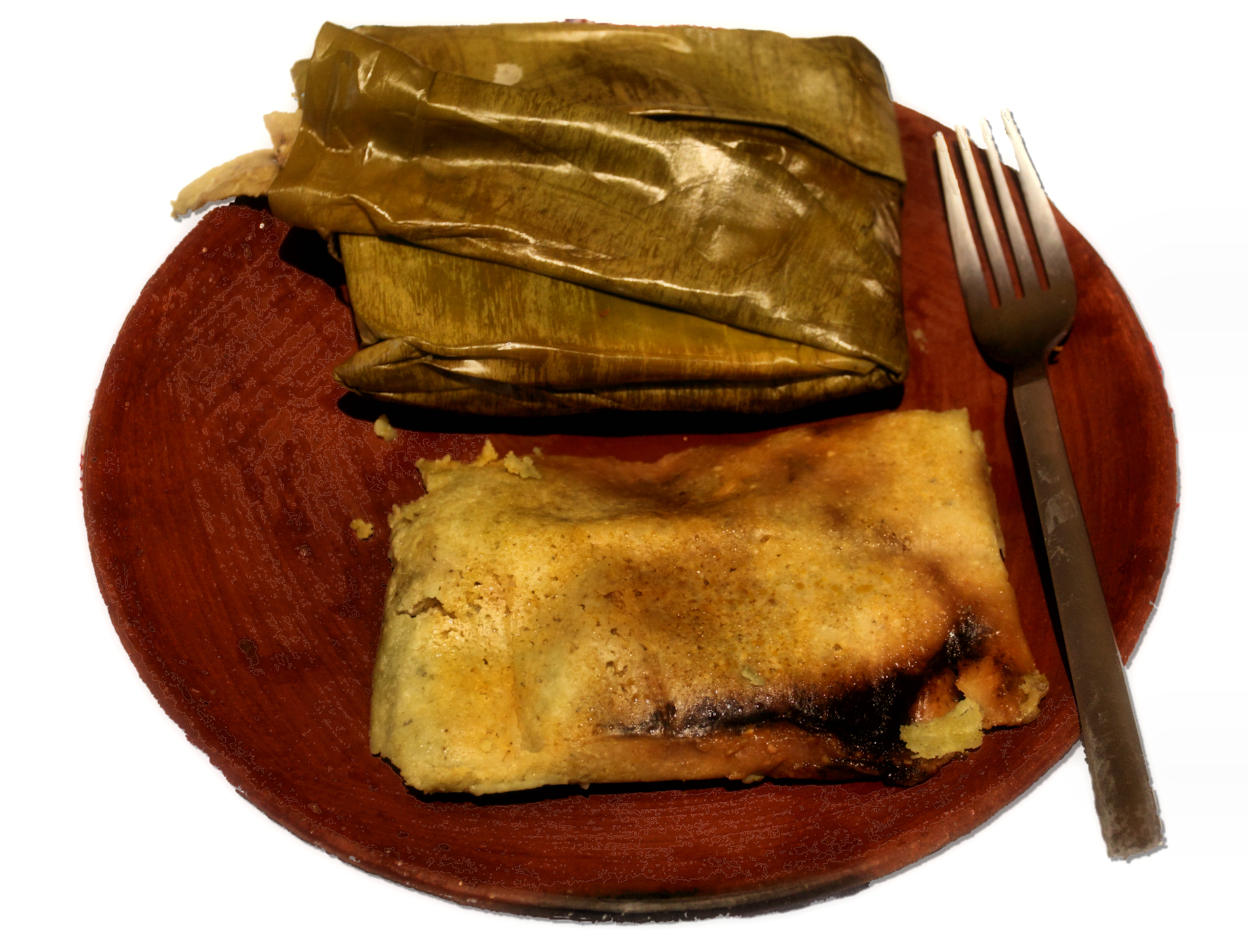
オアハカのタマル。上はバナナの葉で包んだ状態

タマル（スペイン語: tamal）はメキシコおよび中央アメリカ、南アメリカの伝統的な食品のひとつで、トウモロコシをすりつぶし、ラードと合わせてこねた生地（マサ）を、トウモロコシの殻（から、包葉）かバナナなどの葉に包んで蒸したものをいう。

## 名称

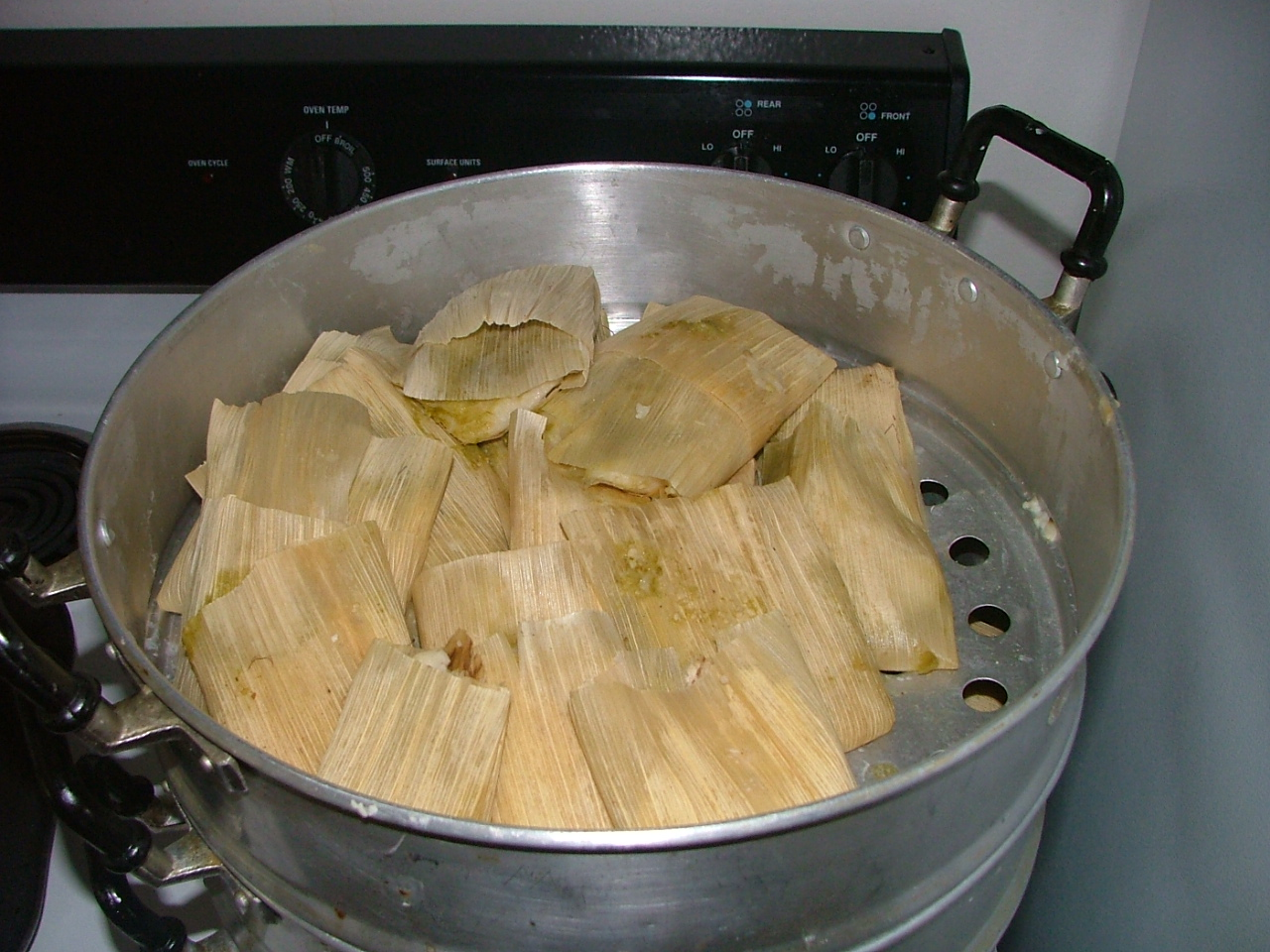
トウモロコシの殻に包まれたタマル

スペイン語のタマルは、ナワトル語のタマリ(tamalli)に由来する。アメリカ合衆国の英語では通常tamale（タマリ）と呼ばれるが、これはスペイン語の複数形tamalesから逆成されたものである。
日本ではあまりなじみがない食物であり、名称もタマルのほかにタマリ、タマレ、タマレスなどとも呼ばれ、一定しない。

## 概要
メキシコではタマルは祭りのときの食べ物であり、とくに諸聖人の日に作られる。またレストランの日曜日の夕食、早朝の市場で売られる食事でもある。
ラテンアメリカ諸国ではクリスマスや復活祭の食べ物としてタマルを食べる。
タマルの大きさや製法は地方によってさまざまであり、メキシコ北部のものは小さい一方で、サカウィルという90センチほどもある巨大なタマルも存在する。ミチョアカン州にはコルンダ (スペイン語) という三角形をしたタマルや、ウチェポ・デ・レチェという牛乳・砂糖・シナモンを加えた甘いタマルがある。

## 製法

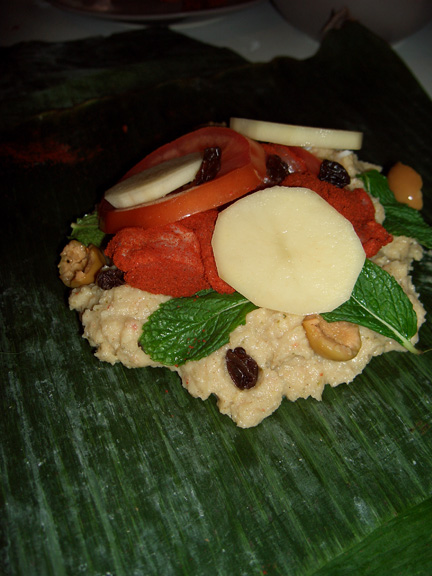
ニカラグアのナカタマルの具の例。トマト、豚肉、オリーブ、ジャガイモなどをトウモロコシ生地と共にバナナの葉で包んで蒸す

タマルに使用するマサは、通常トルティーヤのものほど細かく挽かない。
トウモロコシと水を鍋に入れて熱し、石灰水を加える（ニシュタマリゼーション）。トルティーヤとは異なり、沸騰させてもよい。25分ほどしたら火からおろしてさまし、トウモロコシを水ですすいで外皮を手でこすり取る。乾いたら挽いて粉にする。ラードに粉、塩、肉汁、ベーキングパウダーを加えてこねて生地を作る。トウモロコシの殻を切ったもので生地を包み、2-3時間ほど蒸す。
詰め物としては肉が一般的だが、魚、カボチャ、パイナップル、ピーナツなど様々なものが使われる。
砂糖やシナモンを加えて甘くしたタマルも人気がある。

## 歴史

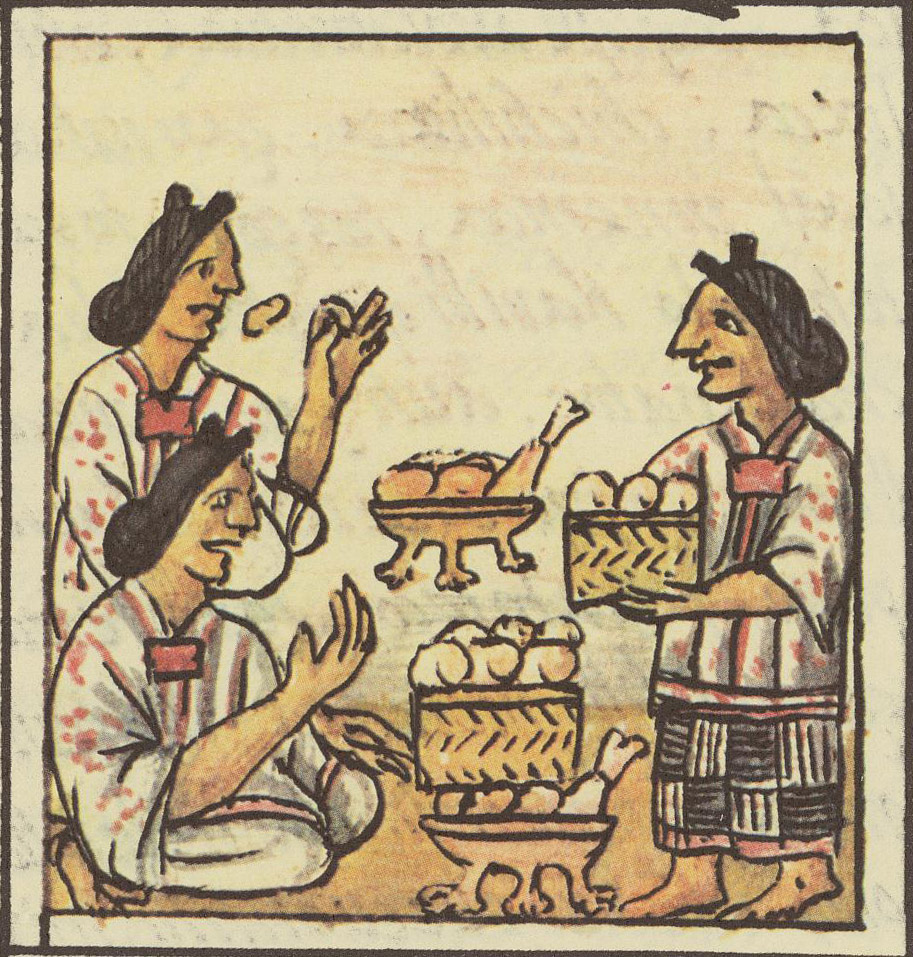
フィレンツェ絵文書より、かごに入ったタマル

タマルは先コロンブス期のメソアメリカで一般的な食物だった。16世紀アステカの絵文書ではしばしばうずまきの形でタマルを表している。古代マヤではトルティーヤはおそらく知られておらず、一般的にタマルを食べていた。
マヤ文明研究の父であるジョン・ロイド・スティーヴンズは1841年の著書の中で、当時のユカタンのマヤ族が諸聖人の日にトウモロコシを練って豚肉や鶏肉を詰め、トウガラシで味をつけたパイを食べる（地方によっては故人に供える）ムクピポヨ（ムクビル・ポヨ (スペイン語)）という習慣について記している。この習慣は現在も残る。
アメリカ合衆国では1890年代から1940年代ごろまで、「Tamale Man」という露天商が、呼び声をあげながら路上でタマルを売っていた。彼らはメキシコ風の服装をしていたが、実際にはギリシア、イタリア、ポーランドなどのヨーロッパ諸国からの移民だった。

## その他
伝説的なブルースシンガー・ロバート・ジョンソンの曲「THEY'RE RED HOT」は邦題に 「赤く熟したトマト」とソニーレコードにより、命名されたが、歌詞の中のタマレとトマトの聞き取り間違いではないか？とブルース研究家などから、指摘されている。